# Acerastes
Acerastes is een geslacht van insecten uit de orde vliesvleugeligen (Hymenoptera) en de familie Ichneumonidae.

## Soorten
- A. accolens (Cresson, 1874)
- A. bimaculator Kasparyan & Ruiz, 2008
- A. faciator Kasparyan & Ruiz, 2008
- A. femoralis (Szepligeti, 1916)
- A. myartsevae Kasparyan & Ruiz, 2008
- A. pertinax (Cresson, 1872)
- A. peruvianus (Szepligeti, 1916)
- A. scabrosus Kasparyan & Ruiz, 2008
- A. sumariensis (Brethes, 1928)
- A. tarsoleucus (Cameron, 1886)
- A. tinctor Kasparyan & Ruiz, 2008